# Fernando Jiménez de Gregorio
Fernando Jiménez de Gregorio (Belvís de la Jara,  30 de mayo de 1911-Madrid, 23 de julio de 2012) fue un historiador, geógrafo, arqueólogo y escritor español.

## Biografía
Nacido en la localidad toledana de Belvís de la Jara el 30 de mayo de 1911, estudió como alumno libre el bachillerato en el Instituto de San Isidro de Madrid, diplomándose en 1927. Su abuelo fue el médico Nemesio Jiménez Ortega y, como heredó de su padre Federico Jiménez Recio (veterinario en Belvís, concejal y alcalde de esta localidad entre 1920 y 1922 y juez entre 1926 y 1957), y su pariente, el historiador eclesiástico Juan Francisco Rivera Recio (1910-1991), la pasión por la Geografía y a la Historia, estudió esta carrera en la Universidad Central de Madrid. Se licenció con premio extraordinario en Historia en 1932 y se doctoró en 1933, tomando parte en el famoso crucero universitario de 1933, sacó la oposición de profesor de historia y geografía en ese mismo año y fue destinado a Plasencia; luego se licenció en Derecho en 1940. Su tesis doctoral trataba sobre la opinión pública española durante la Constitución de 1812. 
Tras ser miliciano en la Guerra Civil a favor de la República, a mediados de los años cuarenta logró retomar su cargo de profesor de Geografía e Historia en varios institutos de Secundaria: Toledo (Instituto Santa Isabel), Madrid (Instituto Isabel la Católica, ya como catedrático) y Plasencia (Instituto Saavedra Fajardo, y enseñó además en la Universidad de Murcia varios años desde 1945. 
Miembro de la Real Academia de Bellas Artes y Ciencias Históricas de Toledo, fue además cronista oficial de la misma ciudad y miembro numerario (1957) de la Real Academia de Alfonso X el Sabio de Murcia. En su muy larga vida (alcanzó los 101 años, y aún continuaban publicándose escritos suyos en el siglo XXI) se consagró en especial al estudio de la historia, geografía, sociedad, toponimia y heráldica de los pueblos y comarcas de La Mancha toledana y regiones limítrofes, escribiendo miles de artículos y decenas de libros sobre La Sagra, La Jara, La Sisla, el Campo del Arañuelo, El Alcor, El Berrocal, Las Mondas, Talavera de la Reina, Carranque, Belvís, la Sierra de San Vicente, El Horcajo, los señoríos de Escalona, Montalbán, Valdepusa y Valdeverdeja, los Montes de Toledo, la Mesa de Ocaña, etcétera. 
En su memoria existe un premio que lleva su nombre de investigación histórica promovido por el Ayuntamiento de Talavera de la Reina, que lo nombró su hijo adoptivo y además existe un Instituto de Estudios Históricos del Sur de Madrid también bautizado con su nombre. Entre otros honores, recibió también el Premio Fernando de Rojas de las Artes y las Letras en 2007. 
Colaboró en las publicaciones Hispania, Estudios Geográficos, Al Ándalus, Cuadernos de Estudios Manchegos, Toletum, Balbuena, Anales Toledanos, Alcalibe, Cuaderna, Anales de la Universidad de Murcia, Monteagudo, Ayer y Hoy, Añil y en los periódicos La Voz del Tajo y El Alcázar con artículos de divulgación. 
Una de sus obras más importantes y conocidas es el Diccionario de los pueblos de la Provincia de Toledo hasta finalizar de siglo XVIII: población, sociedad, economía e historia en varios volúmenes publicados en 1962 (I), 1966 (II), 1970 (III), 1983 (IV, consagrado solamente a Talavera de la Reina), 1986 (V, consagrado a Toledo capital).

## Obras (incompleto)
- Aldeanueva de San Bartolomé geografía e historia de un lugar de La Jara toledana, Aldeanueva de San Bartolomé: Ayuntamiento / Asociación "Aldeanovita", 1985.
- Algunas notas para el Madrid del siglo XIX. Madrid, 1989. En 4º mayor, 16 págs. Separata de Anales del Instituto de Estudios Madrileños.
- Anales fernandinos (1989-2009), [Madrid]: Instituto de Estudios Históricos del Sur de Madrid "Jiménez de Gregorio", 2011.
- "Aproximación al mapa arqueológico del occidente provincial romano", en I Jornadas de Arqueología de Talavera de la Reina y sus tierras (Talavera 1990) Toledo 1992
- Ayuntamiento de Toledo en la guerra por la independencia y su entorno, de 1809 A 1814. Toledo: Dip. Prov., 1984.
- Azután: una villa de señorío monástico femenino. Diputación Provincial de Toledo.1990
- "Belvís de la Jara: de lugar a Villa", en Cuaderna 7-8
- Buenas Bodas de La Jara: geografía e historia. Ayuntamiento de Buenas Bodas, 1991.
- Carranque: panorámica de una villa de la Orden Militar de Juan [¿Madrid?: [s.n.], 1987.
- Castillos, torres y fortalezas en la Jara. Asociación Española de Amigos de los Castillos, año 1957.
- Comarca de la Sierra de San Vicente. Instituto Provincial de Investigaciones y Estudios Toledanos. 1992
- Comarca de La Jara toledana. Instituto Provincial de Investigaciones y Estudios Toledanos, Diputación Provincial, 1982
- "Comarca Toledana de la Sisla", en Temas Toledanos. Extra nº 8. Editorial: Toledo. Diputación Provincial. 1996.
- Contorno geográfico-histórico de La Estrella de La Jara. Asociación Cultural Recreativa El Pilar de La Estrella, 1982.
- Crónicas de un viaje a Valdepeñas Valdepeñas: Gráficas Carrascosa, 1988.
- De mi infancia a la escuela pública y de otros aconteceres (mayos de 1911-octubre de 1922). [Madrid]: Instituto de Estudios Históricos del Sur de Madrid "Jiménez de Gregorio", 2007.
- "De Talavera y su Tierra: Rectificaciones y añadidos en el 1539 en las Ordenanzas de 1519", en Cuaderna, nº 2 (1995).
- Los pueblos de la provincia de Toledo hasta finalizar el siglo XVIII. Tomo segundo. Editado por Biblioteca Lírica Toledo, dirigida por el poeta Juan Antonio Villacañas. 1966.
- Diccionario de los pueblos de la Provincia de Toledo. Consejo Superior de Investigaciones Científicas.1986
- "Dos casos de impostura en el 1808", en Correo Erudito V, año 1952.
- El alfoz de Talavera y sus montes: discurso leído el 21 de abril de 1981 con motivo de las fiestas de Mondas de ese año (1981).
- El Ayuntamiento de Toledo en la Guerra por la Independencia y su entorno, de 1809 a 1814, Toledo: Diputación Provincial - Instituto Provincial de Investigaciones y Estudios Toledanos, 1984.
- "El Campo del Arañuelo toledano", en Temas Toledanos nº 99. Toledo, IPIET y reedición por Toledo: Diputación Provincial de Toledo, 2000.
- El Consejo de la Prefactura de Toledo y algo más sobre la Junta General de Agravios: (Diciembre de 1811 a Enero de 1813), Toledo: [Diputación Provincial], 1993.
- El crucero universitario de 1933. Parla: Ayuntamiento de Parla, 2004 [i. e. 2005].
- "El enclavado de Raspay", en Monteagudo, núm. 20, año 1957.
- El enclave de Las Anchuras. Instituto de Estudios Manchegos, año 1953.
- El Instituto Isabel la Católica en la cultura madrileña. Ayuntamiento de Madrid, 1990.
- El lugar de Sevilleja de la Jara y las aldeas de su término: notas geográfico-históricas, Sevilleja de la Jara: Hermandad del Santísimo Cristo Arrodillado, 1984.
- El municipio de San Javier en la historia del Mar Menor.
- El pasado económico-social de Belvis, lugar de la tierra de Talavera. Instituto Balmes de Sociología, 1952
- "El proyecto de Congreso Nacional 1808", en Balbuena núm. 4, 1945
- Estado de la opinión española en puntos a la reforma constitucional del año 1812. Tesis doctoral Plasencia, 1936. Se ha reeditado esta obra por «Estudios de Historia Moderna», Barcelona 1957.
- El Señorío de Valdepusa Toledo: Diputación Provincial, 2004.
- "Exposición y protesta de la Junta Suprema de la Mancha a la Junta Central", en Balbuena núm. 3, 1945.
- "Factores del paisaje Yeclano", en Monteagudo núm. 12, 1955
- "Fortalezas musulmanas de la línea del Tajo", en Al-Andalus, XIX, Madrid 1.954.
- "Geografía de Belvis de la Jara", en Provincia núm. 9, año 1958
- "Grabados y pinturas rupestres de El Martinete (Alcaudete de la Jara-Toledo)", en Revista Pyrenae nº 9. Barcelona, 1973.
- "Hallazgos arqueológicos en la Jara I", Braba de Toledo nº62-63.1950
- "Hallazgos arqueológicos en la Jara II-III-IV-V-VI-VII-VIII", en Archivo Español de Arqueología, 78-79-80-85-88-91-97.
- Historia de Belvís: Lugar en la comarca toledana de la Jara, Belvís de la Jara: Ayuntamiento, 1986; revisado y ampliado con otro título: Historia de Belvís de la Jara: (desde la época primitiva hasta el año 1990), Toledo: Instituto Provincial de Investigaciones y Estudios Toledanos, 1991.
- Historia de la Villafranca de la Puente del Arzobispo: (desde sus comienzos hasta nuestros días), [Toledo: Diputación], 1989.
- La comarca de El Alcor y de El Berrocal, Toledo: Diputación Provincial, Instituto de Investigaciones y Estudios Toledanos, 1997.
- La comarca de El Horcajo, Toledo: Instituto Provincial de Investigaciones y Estudios Toledanos, Diputación Provincial, 1993.
- La comarca de la Mesa de Ocaña, Toledo: Instituto Provincial de Investigaciones y Estudios Toledanos, 1996.
- La comarca histórica toledana de los Montes de Toledo, Toledo: Instituto Provincial de Investigaciones y Estudios Toledanos, Diputación Provincial, 2001.
- La Comarca Toledana de la Sisla, Toledo: Instituto Provincial de Investigaciones y Estudios Toledanos, 1996.
- La Mancha Toledana, Toledo: IPIET / Diputación Provincial, 1999.
- La población de la actual provincia de Madrid en el Censo de Floridablanca (1786), Madrid: Servicios de Extensión Cultural y Divulgación y Diputación Provincial de Madrid, 1980.
- La Sagra toledana, Toledo: Diputación Provincial, 2002.
- Los Montes de Toledo según las actas de su ayuntamiento en los años 1809 al 1814: Límites de sus dezmerías y toponimia, Toledo: Real Academia de Bellas Artes y Ciencias Históricas de Toledo, 1981.
- Los pueblos de Toledo juran la Constitución de 1812, Toledo: Diputación Provincial - Instituto Provincial de Investigaciones y Estudios Toledanos, 1984.
- Los señoríos de Escalona y de Montalbán, Toledo: Instituto Provincial de Investigaciones y Estudios Toledanos, 1998.
- Madrid y su comunidad, Madrid: El Avapies, 1986.
- Más sobre la historia de la villa de Carranque, Madrid: [Ayuntamiento de Carranque], 1989.
- Materiales para una toponimia de la provincia de Toledo, Toledo: Entidades: Instituto Provincial de Investigaciones y Estudios Toledanos, varias entregas publicadas entre 1997 y 2005.
- Memorias de un miliciano de la cultura en Aranjuez: (marzo de 1937-abril de 1939) Parla [Madrid]: Instituto de Estudios Históricos del Sur de Madrid "Jiménez de Gregorio", 2005.
- Mi posguerra: (primavera de 1939-otoño de 1945) [Madrid]: Instituto de Estudios Históricos del Sur de Madrid "Jiménez de Gregorio", 2006.
- Por los caminos del Cid Toledo: Imp. Editorial Católica Toledana, 1969.
- Un estudiante provinciano en el Madrid de los años veinte, (1921-1931) Madrid: Concejalía de Cultura, Educación, Juventud y Deportes / Instituto de Estudios Madrileños, 1997.
- "Viajes del académico don José Cornide a Talavera, Toledo y sus montes (1789-1793)", en Anales Toledanos núm. 8 (1973), pp. 181-224.
- Visita a Orán del licenciado Don Alonso Camacho en el 1774: introducción, transcripción y notas. [Madrid]: Instituto "Jerónimo Zurita", [1982]

- Datos: Q5859737